# Villanueva de Argecilla
Villanueva de Argecilla ist ein Ort und eine Gemeinde (municipio) mit 32 Einwohnern (Stand: 2024) im westlichen Zentrum der Provinz Guadalajara in der Autonomen Gemeinschaft Kastilien-La Mancha.

## Lage und Klima
Villanueva de Argecilla liegt in einer Höhe von ca. 1020 m in der Kulturlandschaft der Alcarria. Die Entfernung zur südsüdwestlich gelegenen Provinzhauptstadt Guadalajara beträgt etwa 28 Kilometer (Fahrtstrecke). 
Das Klima ist gemäßigt bis warm; Regen (485 mm/Jahr) fällt übers Jahr verteilt.

## Bevölkerungsentwicklung
| Jahr      | 1970 | 1981 | 1991 | 2001 | 2011 | 2021 |
| Einwohner | 66   | 55   | 54   | 39   | 42   | 40   |

## Sehenswürdigkeiten
- Blasiuskirche